# Essegney
Essegney település Franciaországban, Vosges megyében. Lakosainak száma 745 fő (2022. január 1.). Essegney Langley, Vincey, Saint-Rémy-aux-Bois, Charmes és Damas-aux-Bois községekkel határos.

## Népesség
A település népességének változása:
| Lakosok száma | 757  | 768  | 770  | 754  | 747  | 745  | 746  | 742  | 745  |
|               | 2013 | 2015 | 2016 | 2017 | 2018 | 2019 | 2020 | 2021 | 2022 |